# Парамедик
Параме́дик (англ. paramedic) — медичний працівник, який зазвичай надає допомогу при невідкладних станах на догоспітальному етапі. Термін використовують переважно в країнах з англо-американською моделлю екстреної допомоги. Залежно від країни або її краю, термін навчання осіб, яких називають парамедиками, може бути різний та коливається від 4 років до кількох місяців.
В Україні парамедик — це особа з медичною освітою після навчання в медичному виші не менше 3 років зі спеціалізацією в наданні допомоги в системі екстреної допомоги. Цю професію впроваджено у 2017 році в ході медичної реформи.

## Загальна інформація
У вузькому сенсі парамедик — це окрема професія, екстрений медичний технік відповідного рівня .
Парамедик надає долікарську медичну допомогу постраждалим в результаті аварії, пожежі, стихійного лиха, інших нещасних випадків, а також внаслідок виникнення гострого або загострення хронічного захворювання. Зазвичай він працює у складі бригад екстреної медичної допомоги, хоча може також працювати у відділеннях екстреної допомоги.
|                                                                                            | Екстрений медичний реагувальник | Екстрений медичний технік           | Парамедик                                                          |
| ------------------------------------------------------------------------------------------ | ------------------------------- | ----------------------------------- | ------------------------------------------------------------------ |
| Тривалість навчання                                                                        | кілька тижнів                   | близько місяця                      | 3-4 роки                                                           |
| Місце роботи                                                                               | ДСНС, Національна поліція, тощо | бригади екстреної медичної допомоги | бригади екстреної медичної допомоги, відділення екстреної допомоги |
| Компетенції                                                                                |                                 |                                     |                                                                    |
| Зупинка кровотечі                                                                          |                                 |                                     |                                                                    |
| Прямий тиск                                                                                | Purple tick                     | Purple tick                         | Purple tick                                                        |
| Тиснуча пов'язка                                                                           | Purple tick                     | Purple tick                         | Purple tick                                                        |
| Накладання джгута                                                                          | Purple tick                     | Purple tick                         | Purple tick                                                        |
| Дихальні шляхи                                                                             |                                 |                                     |                                                                    |
| Прийом Геймліха                                                                            | Purple tick                     | Purple tick                         | Purple tick                                                        |
| Закидання голови — виведення підборіддя                                                    | Purple tick                     | Purple tick                         | Purple tick                                                        |
| Перевірка прохідності дихальних шляхів                                                     | Purple tick                     | Purple tick                         | Purple tick                                                        |
| Маневр Селіка                                                                              | Purple tick                     | Purple tick                         | Purple tick                                                        |
| Ручне очищення верхніх дихальних шляхів                                                    | Purple tick                     | Purple tick                         | Purple tick                                                        |
| Постановка назофарингеального повітроводу                                                  | Purple tick                     | Purple tick                         | Purple tick                                                        |
| Постановка орофаригеальгого повітроводу                                                    | Purple tick                     | Purple tick                         | Purple tick                                                        |
| Очищення дихальних шляхів за допомогою відсмоктувача                                       |                                 | Purple tick                         | Purple tick                                                        |
| Постановка ларингеальної маски / ларингеальної трубки                                      |                                 | Асистування                         | Purple tick                                                        |
| Інтубація трахеї                                                                           |                                 | Асистування                         | Purple tick                                                        |
| Хірургічне відновлення прохідності дихальних шляхів                                        |                                 | Асистування                         | Purple tick                                                        |
| Видалення стороннього тіла методом ларингоскопії з використанням щипців Маггіла            |                                 | Асистування                         | Purple tick                                                        |
| Дихання                                                                                    |                                 |                                     |                                                                    |
| Використання кисневої маски та назальної канюлі                                            | Purple tick                     | Purple tick                         | Purple tick                                                        |
| Штучна вентиляція легень за допомогою плівки-клапана чи кишенькової маски                  | Purple tick                     | Purple tick                         | Purple tick                                                        |
| Використання мішка типу Амбу/ручна вентиляція                                              | Purple tick                     | Purple tick                         | Purple tick                                                        |
| Апаратна штучна вентиляція легень з ручним тригером                                        |                                 | Моніторинг / асистування            | Purple tick                                                        |
| Апаратна штучна вентиляція легень в автоматичному режимі                                   |                                 | Моніторинг / асистування            | Purple tick                                                        |
| Капнографія                                                                                |                                 |                                     | Purple tick                                                        |
| Голкова декомпресія напруженого пневмотораксу                                              |                                 |                                     | Purple tick                                                        |
| Торакальний дренаж                                                                         |                                 |                                     | Моніторинг                                                         |
| Кровообіг                                                                                  |                                 |                                     |                                                                    |
| Вимірювання пульсу                                                                         | Purple tick                     | Purple tick                         | Purple tick                                                        |
| Мануальна серцево-легенева реанімація, у тому числі дитяча                                 | Purple tick                     | Purple tick                         | Purple tick                                                        |
| Непрямий масаж серця із використанням допоміжних пристроїв                                 |                                 | Асистування                         | Purple tick                                                        |
| Дефібриляція в автоматичному режимі                                                        | Purple tick                     | Purple tick                         | Purple tick                                                        |
| Дефібриляція в ручному режимі                                                              |                                 | Асистування                         | Purple tick                                                        |
| Кардіоверсія                                                                               |                                 | Асистування                         | Purple tick                                                        |
| Постановка черезшкірного водія ритму                                                       |                                 | Асистування                         | Purple tick                                                        |
| Масаж каротидного синусу                                                                   |                                 |                                     | Purple tick                                                        |
| Забезпечення периферичного внутрішньовенного доступу                                       |                                 | Асистування                         | Purple tick                                                        |
| Забезпечення внутрішньокісткового доступу                                                  |                                 | Асистування                         | Purple tick                                                        |
| Апаратні дослідження                                                                       |                                 |                                     |                                                                    |
| Ручне вимірювання артеріального тиску                                                      | Purple tick                     | Purple tick                         | Purple tick                                                        |
| Апаратне вимірювання артеріального тиску                                                   | Purple tick                     | Purple tick                         | Purple tick                                                        |
| Пульсоксиметрія                                                                            |                                 | Purple tick                         | Purple tick                                                        |
| Вимірювання рівня глюкози глюкометром                                                      |                                 | Purple tick                         | Purple tick                                                        |
| Підключення електродів 3-х, 4-х та 12-ти контактного електрокардіографа або кардіомонітора |                                 | Асистування                         | Purple tick                                                        |
| Часткова інтерпретація даних електрокардіограми                                            |                                 |                                     | Purple tick                                                        |
| Забір крові на аналіз                                                                      |                                 |                                     | Purple tick                                                        |
| Застосування лікарських засобів                                                            |                                 |                                     |                                                                    |
| Фіксована доза в автоінжекторі                                                             | Purple tick                     | Purple tick                         | Purple tick                                                        |
| Допомога пацієнту прийняти медикаменти                                                     | Purple tick                     | Purple tick                         | Purple tick                                                        |
| Введення ліків                                                                             |                                 |                                     |                                                                    |
| — інгаляційно                                                                              | Допомога пацієнту               | Допомога пацієнту                   | Purple tick                                                        |
| — перорально                                                                               | Допомога пацієнту               | Допомога пацієнту                   | Purple tick                                                        |
| — назально                                                                                 | Допомога пацієнту               | Допомога пацієнту                   | Purple tick                                                        |
| — ректально                                                                                |                                 | Асистування                         | Purple tick                                                        |
| — внутрішньовенно                                                                          |                                 | Моніторинг                          | Purple tick                                                        |
| — внутрішньокістково                                                                       |                                 | Моніторинг                          | Purple tick                                                        |
| Контроль центрального венозного доступу                                                    |                                 |                                     | Моніторинг                                                         |
| Інше                                                                                       |                                 |                                     |                                                                    |
| Екстрена евакуація пацієнтів                                                               | Purple tick                     | Purple tick                         | Purple tick                                                        |
| Переміщення пацієнтів                                                                      | Purple tick                     | Purple tick                         | Purple tick                                                        |
| Мануальна стабілізація шийного відділу хребта                                              | Purple tick                     | Purple tick                         | Purple tick                                                        |
| Використання шийного комірця                                                               | Purple tick                     | Purple tick                         | Purple tick                                                        |
| Мануальна стабілізація кінцівок                                                            | Purple tick                     | Purple tick                         | Purple tick                                                        |
| Тракція кінцівок                                                                           |                                 | Асистування                         | Purple tick                                                        |
| Допомога при пологах                                                                       | Purple tick                     | Purple tick                         | Purple tick                                                        |
| Допомога при ускладнених пологах                                                           |                                 | Асистування                         | Purple tick                                                        |

## США
Національна адміністрація безпеки дорожнього руху відрізняє такі рівні осіб які надають екстрену медичну допомогу:
- Екстрений медичний реагувальник (EMR)
- Екстрений медичний технік базового рівня (ЕМТ)
- Екстрений медичний технік розширеного рівня (англ. Advanced Emergency Medical Technician, AEMT)
- Парамедик

У США в екстреній допомозі діє сходинчаста освіта, так, що після певно навчання працівник може перейти з нижчого рівня кваліфікації на вищий. Парамедик — найвищий рівень кваліфікації осіб на догоспітальному етапі. Парамедики виконують різноманітні медичні процедури, такі як ендотрахеальна інтубація, анастезія, крикотиротомія, рідинна реанімація, введення ліків, отримання внутрішньовенного та внутрішньокісткового доступу, управління інфузіями, дефібриляція, інтерпретація електрокардіограми, капнографія, кардіоверсія, кардіостимуляція, перикардіоцентез, торакостомія, ультразвукове дослідження та інтерпретація аналізів крові.
Екстрений медичний реагувальники отримують щонайменше 40-80 годин аудиторної підготовки, а екстрені медичні техніки - щонайменше 120-300 годин. Екстрений медичний техніки розширеного рівня зазвичай мають 100-300 годин додаткової підготовки на додаток до стандартної підготовки ЕМТ. Парамедики навчаються протягом 1,500-2,500 годин, включаючи лікарняну клінічну інтернатуру з медицини невідкладних станів, анастезії, акушерства та інтенсивної терапії, а також польову практику з досвідченими парамедиками.

## Німеччина
Парамедики екстреної медичної допомоги в Німеччині надають першу медичну допомогу, допомагають у наданні невідкладної медичної допомоги та невідкладної допомоги. Вони також забезпечують придатність пацієнтів до транспортування і стежать за їхнім медичним станом під час перевезення.
Професія парамедика в Німеччині регулюється законом. Це означає, що для того, щоб працювати парамедиком у Німеччині, потрібен державний дозвіл. Тільки з цим дозволом можливо використовувати професійну назву «парамедик» і працювати за фахом. Якщо особа має професійну кваліфікацію з так званої третьої країни, вона також може отримати державний дозвіл від компетентного органу в Німеччині. Третіми країнами вважаються всі країни, які не належать до Європейського Союзу (ЄС), Європейської економічної зони (ЄЕЗ) або Швейцарії. Проте для отримання дозволу необхідно, щоб іноземна професійна кваліфікація була визнана. Під час процедури визнання компетентний орган порівнює професійну кваліфікацію з-за кордону з німецькою професійною кваліфікацією і перевіряє їх еквівалентність. Еквівалентність професійної кваліфікації є важливою передумовою для видачі державної ліцензії. Окрім еквівалентності професійної кваліфікації, для отримання дозволу необхідно виконати й інші вимоги. Такими вимогами є, наприклад, достатній рівень володіння німецькою мовою та придатність за станом здоров'я.

## Ізраїль
В Ізраїлі парамедики — фахівці, що спеціалізуються на наданні допомоги при невідкладних станах. Вони працюють у системі екстреної медичної допомоги та у військовій медицині.
Тривалість навчання парамедиків в Ізраїлі становить 3 роки. Для отримання кваліфікації парамедика та одночасно медичної сестри необхідно вчитись 4 роки.

## Україна
2017 року в Україні в ході медичної реформи для покращення якості екстреної допомоги введено нову спеціальність — парамедик. Це особа з рівнем освіти не нижче молодшого бакалавра галузі знань «Охорона здоров'я» та відповідною спеціалізацією (термін навчання 3 роки). Кваліфікаційні вимоги до парамедика вищі, ніж до фельдшера. До них належать:
- взаємодія з іншими медичними службами;
- оцінювання зовнішнього середовища щодо можливих загроз для нього чи для інших людей;
- огляд пацієнтів щодо невідкладних станів;
- проведення медичного сортування;
- зупинка зовнішньої кровотечі з використанням прямого тиску, тампонування чи джгутів;
- забезпечення прохідність дихальних шляхів із застосуванням назофарингеального[en] чи орофарингеального[en] повітроводу, надгортанного повітроводу, інтубації трахеї;
- проведення серцево-легеневої реанімації, в тому числі з використанням дихальної апаратури та дефібрилятора;
- здійснення інгаляцій, ін'єкцій;
- надання допомоги при побічних реакціях на лікарські засоби;
- аналіз робочого процесу з метою підвищення якості роботи тощо[15].

Фельдшери, що працюють у бригадах екстреної медичної допомоги, зможуть стати парамедиками, пройшовши підвищення кваліфікації до рівня парамедика. На проходження тренування та сертифікацію фельдшерів екстреної медичної допомоги до рівня парамедиків, водії — до рівня екстрених медичних техніків Міністерство охорони здоров'я визначило перехідний 5-річний період. До цього часу вони можуть працювати у складі бригад.
Введення парамедиків стосується лише фельдшерів зі складу бригад екстреної (швидкої) допомоги. На ФАПах (фельдшерсько-акушерських пунктах) чи у інших місцях фельдшери продовжують працювати.
Водії екстреної допомоги після проходження навчання зможуть надалі працювати екстреними медичними техніками. Проте екстрений медичний технік матиме відповідні навички аби допомагати парамедику в наданні допомоги.
На перехідний період у бригадах також будуть надалі працювати лікарі медицини невідкладних станів. Для отримання сертифіката спеціаліста лікарю слід вчитись 6 років у медичному виші та 1,5 року проходити інтернатуру. Проте зараз лікарі часто їздять на виклики, які не відповідають їхній високій кваліфікації. Після закінчення перехідного періоду лікарів будуть залучати лише на окремі важкі випадки, як це відбувається у багатьох розвинутих країнах. Більшість з них перейде працювати у відділення екстреної допомоги лікувальних закладів. Там у лікаря більше можливостей використати свої знання та навички.